# Idactus spinipennis
Idactus spinipennis är en skalbaggsart som beskrevs av Charles Joseph Gahan 1890. Idactus spinipennis ingår i släktet Idactus och familjen långhorningar.
Artens utbredningsområde är:
- Djibouti.
- Kenya.

Inga underarter finns listade i Catalogue of Life.